# Harald Ossberger
Harald Ossberger (* 24. Mai 1948 in Graz; † 9. März 2021) war ein österreichischer Pianist und Musikpädagoge.

## Werdegang
Ossberger studierte an der Hochschule für Musik und darstellende Kunst Wien Klavier als Konzertfach bei Grete Hinterhofer und Alexander Jenner und bestand die Diplomprüfung mit Auszeichnung. Seitdem trat er als Solist in den meisten Ländern Europas, im Nahen Osten, Taiwan, China, Indien, Nord- und Lateinamerika auf. Als Kammermusiker gehörte er ab 1974 dem Ensemble 20. Jahrhundert an und gründete 1978 mit Erich Schagerl und Josef Luitz das Concordia-Trio. Von 1979 bis zu dessen Tod 1988 arbeitete er regelmäßig mit Henryk Szeryng zusammen. Ab 2006 widmete er sich mit dem jungen Pianisten Christos Marantos der Literatur für Klavier zu vier Händen. Zu seinen Kammermusikpartnern zählten außerdem Musiker wie René Staar, Josef Sivo, Hermilo Novelo, Christian Altenburger, Mario Hossen, Florian Kitt, Attila Pasztor, Roger Salander, Milan Turković, Alois Brandhofer, Dieter Flury, Manfred Wagner-Artzt und Michael Lipp. Er nahm an zahlreichen Festivals teil und spielte Rundfunk- und CD-Aufnahmen ein.
Ab 1976 unterrichtete Ossberger, inzwischen als ordentlicher Professor, Klavier, Stilkunde, Aufführungspraxis, Hammerklavier, Strukturanalyse und Didaktik an der Universität für Musik und darstellende Kunst Wien. Außerdem gab er Kurse und Seminare im In- und Ausland. Von 2000 bis 2006 war er Präsident, danach Vizepräsident des Österreichischen Musikrates. Von 2003 bis 2007 gehörte er dem Musikbeirat im Bundeskanzleramt an.